# Gran Premio Palio del Recioto
El Gran Premio Palio del Recioto es una carrera ciclista italiana disputada en Negrar, en la Provincia de Verona. 
Forma parte del UCI Europe Tour desde 2005, en categoría 1.2U.

## Palmarés
| Año       | Ganador                    | Segundo               | Tercero                  |
| --------- | -------------------------- | --------------------- | ------------------------ |
| 1961      | Giovanni Cordioli          | Benito Sperandio      | Ignazio Santin           |
| 1962      | No disputado               | No disputado          | No disputado             |
| 1963      | Giorgio Cordioli           | Flaviano Vicentini    | Luciano Soave            |
| 1964      | Licio Franceschini         | Antonio Caniel        | Vincenzo Mantovani       |
| 1965      | Franco Mori                | Giampaolo Bolzacchini | Renzo Ferrari            |
| 1966      | Renzo Ferrari              | Gastone Corradini     | Luciano Soave            |
| 1967      | Pierfranco Vianelli        | Livio Filippi         | Gastone Corradini        |
| 1968      | Enzo Brentegani            | Pietro Mingardi       | Franco Baroni            |
| 1969      | Lino Vidotto               | Pietro Turchetti      | Franco Ongarato          |
| 1970      | Francesco Moser            | Giuliano Cuccato      | Giovanni Dalla Bona      |
| 1971      | Giovanni Battaglin         | Armando Lora          | Mario Da Ros             |
| 1972      | Pietro Mingardi            | Alessio Antonini      | Luciano Rossignoli       |
| 1973      | Mario Da Ros               | Luciano Rossignoli    | Bruno Giacomini          |
| 1974      | Leone Pizzini'             | Adriano Polinari      | Giuliano Cazzolato       |
| 1975      | Roberto Visentini          | Ivo Gobbi             | Antonio Gobbi            |
| 1976      | Ivan Butti                 | Damiano Marcoli       | Alberto Coppi            |
| 1977      | Antonio Leali              | Lucio Forasacco       | Flavio Verdolia          |
| 1978      | George Mount               | Krzysztof Suika       | Alessandro Pozzi         |
| 1979      | Giovanni Zola              | Richtinn Eolex        | Gualtiero Perusi         |
| 1980      | Enzo Serpelloni            | Morten Sæther         | Vinicio Coppi            |
| 1981      | Morten Sæther              | Ennio Salvador        | Roberto Bedin            |
| 1982      | Mario Condolo              | Ole Silaeth           | Morten Sæther            |
| 1983      | Ezio Moroni                | Jørgen Vagn Pedersen  | Claudio Bestetti         |
| 1984      | Fabrizio Vitali            | Marco Tabai           | David Maddalena          |
| 1985      | Stefan Brykt               | Giuliano dal Zovo     | Remo Cugole              |
| 1986      | Moravio Pianegonda         | Lars Wahlqvist        | Allen Andersson          |
| 1987      | Dimitri Konyshev           | Vassili Jdanov        | Djamolidine Abdoujaparov |
| 1988      | Jure Pavlič                | Adriano Amici         | Dario Bottaro            |
| 1989      | Lars Wahlqvist             | Daniele Ciarini       | Massimo Ghirardi         |
| 1990      | Dario Nicoletti            | Ilario Scremin        | Massimo Iannicello       |
| 1991      | Mariano Piccoli            | Davide Rebellin       | Gilberto Simoni          |
| 1992      | Alessandro Bertolini       | Davide Rebellin       | Diego Pellegrini         |
| 1993      | Alessandro Bertolini       | Cristiano Andreani    | Mauro Bettin             |
| 1994      | Gianluca Pianegonda        | Oskar Camenzind       | Paolo Savoldelli         |
| 1995      | Mirko Celestino            | Luigi Della Bianca    | Sergio Previtali         |
| 1996      | Stefano Faustini           | Enrico Brunetti       | Cristian Gasperoni       |
| 1997      | Oscar Mason                | Gianmario Ortensi     | Alberto Ongarato         |
| 1998      | Paolo Bossoni              | Denis Lunghi          | Ruggero Marzoli          |
| 1999      | Manuel Bortolotto          | Pavel Zerzan          | Ivan Basso               |
| 2000      | Fabian Cancellara          | Franco Pellizotti     | Pavel Zerzan             |
| 2001      | Yaroslav Popovych          | Damiano Cunego        | Ivan Fanfoni             |
| 2002      | Cristian Tosoni            | Daniele Pietropolli   | Mario Serpellini         |
| 2003      | Denys Kostyuk              | Aleksandr Bajenov     | Emanuele Sella           |
| 2004      | Tomaž Nose                 | Janez Brajkovič       | Domenico Pozzovivo       |
| 2005      | Andrei Kunitski            | Miculà Dematteis      | Riccardo Riccò           |
| 2006      | Ermanno Capelli            | Jonas Aaen Jørgensen  | Marco Corti              |
| 2007      | Robert Kiserlovski         | Simon Clark           | Ermanno Capelli          |
| 2008      | Gianluca Brambilla         | Emanuele Moschen      | Manuele Caddeo           |
| 2009      | Stefano Locatelli          | Egor Silin            | Daniele Ratto            |
| 2010      | Blaž Furdi                 | Enrico Battaglin      | Tomas Alberio            |
| 2011      | Georg Preidler             | Salvatore Puccio      | Stefano Locatelli        |
| 2012      | Francesco Manuel Bongiorno | Davide Formolo        | Daniele Dall'Oste        |
| 2013      | Caleb Ewan                 | Silvio Herklotz       | Luka Pibernik            |
| 2014      | Silvio Herklotz            | Robert Power          | Stefano Nardelli         |
| 2015      | Gianni Moscon              | Jack Haig             | Davide Gabburo           |
| 2016      | Ruben Guerreiro            | Michal Schlegel       | Amanuel Ghebreigzabhier  |
| 2017      | Neilson Powless            | Lucas Hamilton        | Massimo Rosa             |
| 2018      | Stefan de Bod              | Tadej Pogačar         | Andrea Bagioli           |
| 2019      | Matteo Sobrero             | Samuele Battistella   | Giovanni Aleotti         |
| 2020-2021 | No disputado               | No disputado          | No disputado             |
| 2022      | Romain Grégoire            | Edgar Andrés Pinzón   | Johannes Staune-Mittet   |
| 2023      | Tijmen Graat               | Giulio Pellizzari     | Alessandro Pinarello     |
| 2024      | Alessandro Pinarello       | Diego Pescador        | Sebastian Putz           |
| 2025      | Lorenzo Nespoli            | Lorenzo Finn          | Marco Schrettl           |

## Palmarés por países
| País            | Victorias |
| --------------- | --------- |
| Italia          | 41        |
| Suecia          | 2         |
| Ucrania         | 2         |
| Eslovenia       | 2         |
| Estados Unidos  | 2         |
| Noruega         | 1         |
| Unión Soviética | 1         |
| Yugoslavia      | 1         |
| Suiza           | 1         |
| Bielorrusia     | 1         |
| Croacia         | 1         |
| Austria         | 1         |
| Australia       | 1         |
| Alemania        | 1         |
| Portugal        | 1         |
| Sudáfrica       | 1         |
| Francia         | 1         |
| Países Bajos    | 1         |